# Купрос-Волок
Купрос-Волок — поселок в Юсьвинском муниципальном округе Пермского края России.

## Географическое положение
Поселок расположен в центральной части Юсьвинского муниципального округа на расстоянии более 3 километров по прямой на юг от села Купрос, к югу от реки Ирень. 

## История
Поселок был основан для размещения спецпереселенцев, в начале 50-х годов там проживали ссыльные литовцы. До 2020 года входил в состав Купросского сельского поселения Юсьвинского района.     

## Климат
Климат умеренно-континентальный. Средняя температура июля +17,7°С, января –15,8°С. Среднегодовое количество осадков составляет 664 мм, причем максимальное суточное количество достигает 68 мм, наибольшая высота снежного покрова 66-93см. Средняя температура зимой  (январь)- 15,8°С (абсолютный минимум - 53°С), летом (июль)+ 17,7 °С (абсолютный максимум + 38°С). Заморозки в воздухе заканчиваются в III декаде мая, но в отдельные годы заморозки отмечаются в конце апреля или начале июня. Осенние заморозки наступают в первой-начале второй декаде сентября. Средняя продолжительность безморозного периода 100 дней.

## Население
Постоянное население составляло 141 человек (53% русские, 41% коми-пермяки) в 2002 году,  92 человека в 2010 году.    